# 伞型束梗孔菌科
伞型束梗孔菌科（学名：Agaricostilbaceae）为伞型束梗孢菌目的一个科。此科的模式属为伞型束梗孔菌属(Agaricostilbum)。

## 属
本科包含以下属：
- 伞型束梗孔菌属 Agaricostilbum
- Amerobotryum
- 本森顿酵母属 Bensingtonia
- Pseudobensingtonia
- 梗孢酵母属 Sterigmatomyces